# Carterton (Oxfordshire)
Carterton is een civil parish in het Engelse graafschap Oxfordshire.
De plaats ligt ongeveer 8 kilometer ten westen van Witney.